# Ochridacyclops nipponensis
Ochridacyclops nipponensis – gatunek widłonoga z rodziny Cyclopidae. Nazwa naukowa tego gatunku skorupiaków została opublikowana w 1996 roku przez zespół biologów w składzie: Süphan Karaytug, Geoffrey Allan Boxshall, Teruo Ishida.